# Władysław Podkowiński

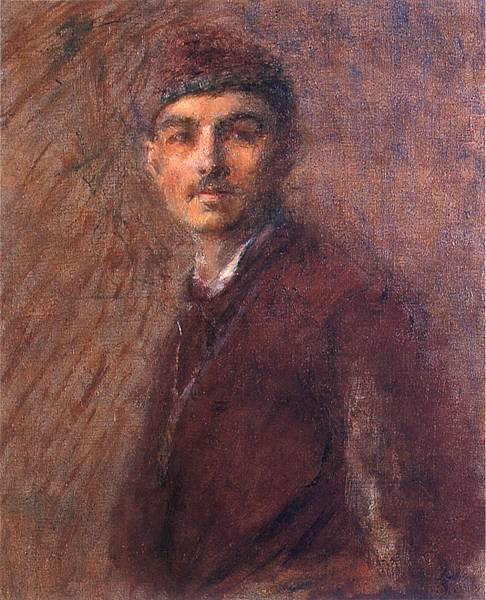
Selbstbildnis

Władysław Podkowiński alias Andrzej Ansgary (* 4. Februar 1866 in Warschau; † 5. Januar 1895 ebenda) war ein polnischer Maler und Zeichner.

## Leben

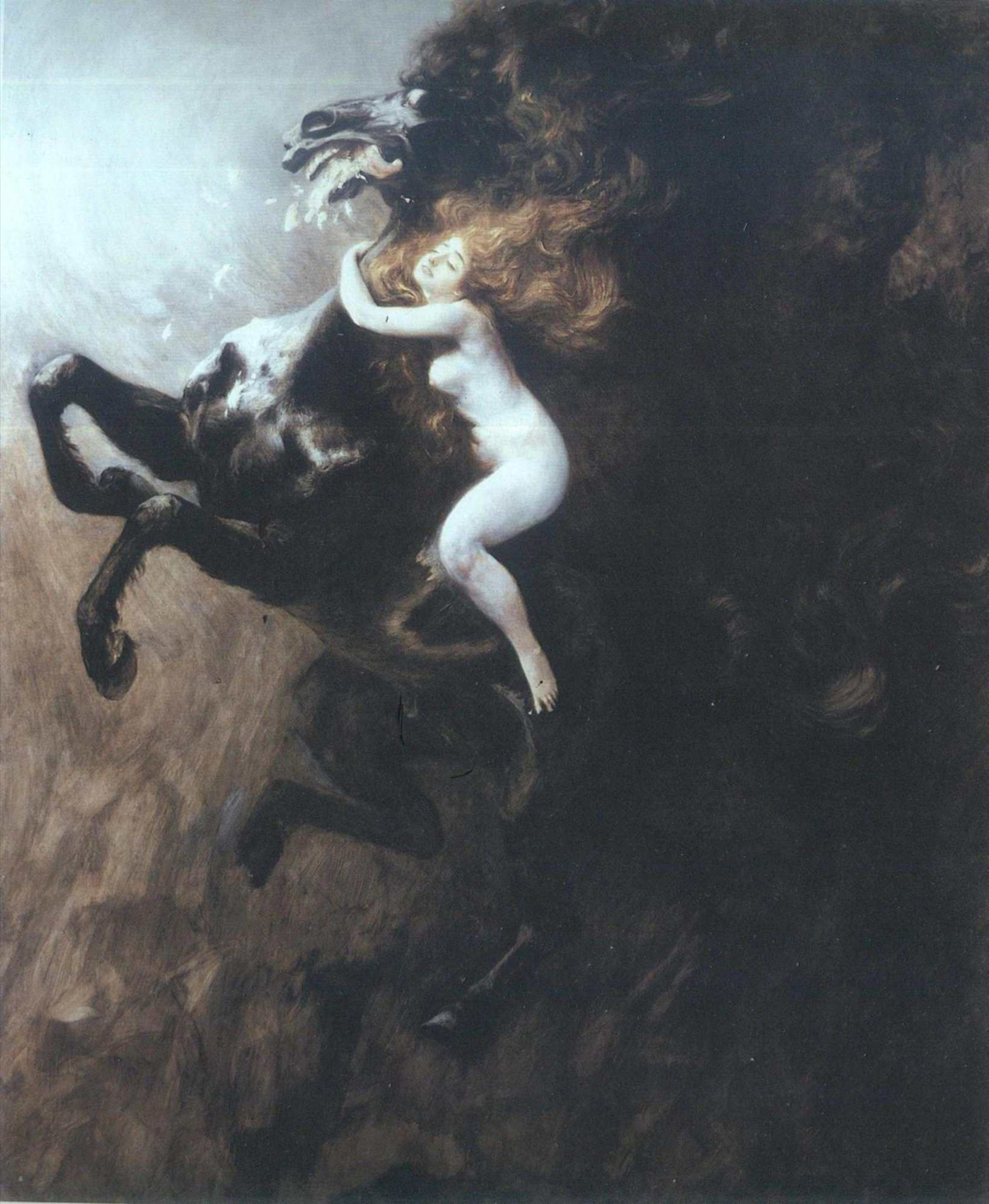
Szał uniesień

Podkowiński studierte an der Akademie der Bildenden Künste in Warschau u. a. bei Wojciech Gerson und Antoni Kamieński, anschließend an der Akademie von St. Petersburg. Nach einem einjährigen Parisaufenthalt näherte er sich dem Impressionismus und wird als ein Vorläufer des polnischen Impressionismus angesehen, was sich gegen sein Lebensende in Symbolik wandelte. Er malte hauptsächlich Landschaften, Porträts und symbolische Bilder. Als sein bekanntestes Bild gilt „Szał uniesień“ („Im Wahn der Entzückung“) im Nationalmuseum Krakau.